# Little Stoke
Little Stoke – wieś w Anglii, w hrabstwie ceremonialnym Gloucestershire, w dystrykcie (unitary authority) South Gloucestershire. Leży 9 km na północ od miasta Bristol i 169 km na zachód od Londynu.